# アスリート応援TV! ニッポン!チャ×3
『アスリート応援TV! ニッポン!チャ×3』（アスリートおうえんティーヴィー ニッポンチャチャチャ）は、2006年4月29日から2007年2月24日まで、TBSで放送されていたスポーツをテーマにした情報バラエティ番組である。放送時間は毎週土曜19:56 - 20:54(JST)。第1回は19:00 - 20:54の拡大版で放送された。 
視聴率は、真裏の『めちゃ×2イケてるッ!』（フジテレビ）や『世界一受けたい授業』（日本テレビ）に押され苦戦し、一桁の回が多かった。そのため8月12日の放送分から番組内容をリニューアルしたものの視聴率の低下に歯止めを掛けることができず、時には5%台を大きく割りこむ回もあったことから、2007年2月24日放送分で打ち切りとなった。

## 出演者

### 司会
- 島田紳助
- MEGUMI
- 岩本勉（番組内企画「オタク野球部」（後述）の監督）でもある。

### サポーター
20th Century
- 坂本昌行
- 長野博
- 井ノ原快彦

TBSアナウンサー（全員当時）
- 海保知里
- 竹内香苗
- 青木裕子
- 新井麻希
- 岡村仁美

## オタク野球部
番組が最終回を迎える前の終盤の1ヶ月位前の期間の（全5回程）番組の後半部である20時30分ぐらいから始まるコーナーで、紳助が世間でネクラ、オタクだと後ろ指を差されている若者を何とか野球を通じて本人達に勇気と生きがいを与えようと結成された野球部のコーナーである。尚、この活動の結末として「一勝したら（出来たら）即解散」という誓約の下で始まっている。
番組スタッフが実際に秋葉原にいる、様々な分野のオタクに没頭している20～30代の男子若者を勧誘し、（ロボットおたく、ヒーローオタク、怪獣オタク、アイドルおたく、パソコンオタク、スイーツおたくといった多士済々の顔ぶれ）この中でごく一部の人間を除き草野球の経験はおろか、ボールすら握った事が無い（勿論投げた事も無い）人間らが、元北海道日本ハムファイターズのエースである岩本勉監督の熱血指導を受ける。監督もボールを恐がる選手に対し「俺の胸に（軟式）ボールを当てて見な。全然痛く無いねん」と身をもって選手に指導する熱の入れようであったが、何せ本当にボールを握るという1からの初歩的な活動から始まり、弱い打球でもエラーをする者、違う方向へ投げてしまう者、はては途中で居眠りをしてしまう者等がいて、最初は野球自体に興味すら沸かない人間が合宿に挑んだ。
また、オタク野球部の中には若手お笑い芸人のトレンディエンジェルや作家の中沢健も参加していた。
合宿では技術面もさることながら座禅を組むと言ったメンタル面からも立て直すという徹底した過程を経て、一応のポジションを与え実際に試合に臨む。助っ人として紳助が4番打者でサード（後にリリーフピッチャー）、20th Centuryの井ノ原快彦（第1戦）と坂本昌行（第2戦）が加わる（つまり1試合で2人の助っ人）。第1戦の初回の守備につく際に、補欠の2人も誤って外野の守備についてしまうというハプニングがあったが、これは彼らにすればハプニングではなく、野球は9人で行うというルールすら知らないという証しとも言える。
試合は番組の最終回までの2試合が行われたが、相手としては2試合ともチーム平均年齢が60・70代といった草野球チームであり、技術的と経験面では全く太刀打ちできないものの、ややもすると若さで対抗出来るかという期待があった。しかし経験不足は何ともカバー出来ず2試合共に敗戦。ただ2試合目の中盤からは選手たちにもかなり熱が入り、良いプレーを見せた選手に周りの選手やベンチも感動するといった連帯感も見せ始めていた。

## スタッフ
- ナレーター：田子千尋、山崎和佳奈
- チャガール（声の出演）：小林麻耶
- 企画・プロデュース：加藤嘉一
- 構成：都築浩、樋口卓治、松本真一、藤谷弥生、長谷川大雲、塩沢航、尾首大樹
- TM：中澤健
- TD：高松央
- CAM：小笠原朋樹
- VE：佐藤公幸
- 音声：菅原正巳
- 照明：柳内啓司
- 編集：掛川高志
- MA：中尾和博
- CG：山口泰広、服部泰仁
- 音響効果：福永真弓、太田光則（ZACK）
- 技術協力：東通、エヌ・エス・ティー、麻布プラザ、ティ・エル・シー、東放制作、TAMCO
- 美術プロデューサー：村上仁之
- 美術デザイン：鈴木直人、藤井豊
- 美術制作：海上泰隆
- 装置：吉田義則、今野貴司、中尾了輔
- アクリル装飾：青木剛
- 装飾：後藤千鶴
- 電飾：小林賢次
- 衣装：遠藤恵理子
- 持道具：貞中照美
- ヘアメイク：ヘアーベル
- リサーチ：ライターズオフィス
- TK：大島倫子
- デスク：大澤麻子
- AP：小野由映子、田村拓久良、菊地絢子
- キャスティング：安井圭、菅原興二、板倉孝一、石井宏昌
- ディレクター：須藤孝幸、木戸隆文、渡辺英樹、篠塚純、宮尾毅、横山英士、安元秀幸、井上充、松浦健太郎、有田武史、松崎光洋、渡辺美香、川崎敬、大橋豪、高橋隼人
- 総合演出：江藤俊久
- プロデューサー：安田淳、永島洋二郎（スポーツ局）、菊野浩樹
- チーフプロデューサー：荒井昌也
- 制作：TBSテレビ
- 製作著作：TBS